# سكتور
سكتور هو شخصية خيالية في سلسلة ألعاب القتال مورتال كومبات من تطوير ميدواي للألعاب. ظهر للمرة الأولى في لعبة مورتال كومبات 3 سنة 1995. وهو فرد من عشيرة الاغتياليين «لين كويي» تحول إلى سايبورغ. تم إعطاؤه مهمة ملاحقة ساب-زيرو. بجانب ظهوره في الألعاب السلسلة ظهر أيضا في المسلسل الكرتوني مورتال كومبات.